# Копытов, Валерий Юрьевич
Валерий Юрьевич Копытов (род. 1971, Барнаул, Алтайский край, РСФСР, СССР) — российский серийный убийца, совершивший серию из 19 убийств в период с 2000 по 2004 год на территории Барнаула и его пригородов. Все жертвы Копытова являлись бездомными, представители которых подвержены большой виктимности. Несмотря на внушительное количество жертв, Копытов избежал уголовного наказания в виде пожизненного лишения свободы и в 2005 году был приговорен к 25 годам тюремного заключения. Уголовное дело Копытова, расследованное следственной частью прокуратуры Алтайского края, является уникальным в истории Алтайского края по количеству убийств. Копытов известен под прозвищем «Барнаульский Чикатило».

## Биография

### Первые преступления
О ранних годах жизни Валерия Копытова известно крайне мало. Родился в 1971 году в Барнауле. В конце 1980-х во время расцвета кооперативного движения Копытов начал криминальную деятельность на территории Барнаула и зарабатывал на жизнь кражами. В 1990 году за совершение нескольких краж и нападений, сопряжëнных с разбоем, Валерий был осуждён и приговорён к 6 годам лишения свободы. Отбыв свой срок полностью, в 1996 году Копытов вышел на свободу и вернулся в Барнаул к своим родителям. В этот период он испытывал проблемы с трудоустройством и материальные трудности, вследствие чего вступил в конфликт со своими родителями и в конце 1990-х ушел из дома, начав вести бродяжнический образ жизни. В конечном итоге он вырыл землянку недалеко от Нового моста через реку Обь в Барнауле, где проживал на протяжении 5 последующих лет и совершил серию убийств.

### Убийства
В период с 2000 по 2004 год Валерий Копытов совершил не менее 19 убийств, продемонстрировав выраженный ему образ действия. Проводя много свободного времени в обществе бездомных, Копытов склонял их к совместному употреблению алкогольных напитков, после чего провоцировал их на создание конфликтных ситуаций, во время которых, испытывая приступы гнева и ярости, совершал на них нападения, забивал их до смерти различными тупыми предметами или подвергал удушению. После совершения убийств Копытов похищал у своих жертв деньги и другие вещи, представляющие материальную ценность. Не менее 13 убийств Валерий Копытов совершил недалеко от своей землянки, ещё 6 — в районе городов Новоалтайска, Заринска и Бийска. Одно из убийств Копытов совершил вместе с сообщником Малыгиным Юрием Владимировичем, который во время убийства удерживал ноги жертвы, пока Копытов душил. Во время совершения убийств Валерий не отличался предельной осторожностью, вследствие чего в обществе бездомных Барнаула быстро распространились сведения, что большинство убитых в последний раз были замечены в обществе Копытова, на основании чего он был арестован в середине 2004 года.

### Арест, следствие и суд
После ареста в 2004 году Валерий Копытов сразу же дал признательные показания по всем эпизодам и полностью признал свою вину. В районе своего проживания в окрестностях Нового моста он показал сотрудникам правоохранительных органов массовое захоронение своих жертв, откуда впоследствии были эксгумированы 13 трупов. В конечном итоге Копытову были предъявлены обвинения по части 2 пунктам «а», «и», «ж», «з» статьи 105 УК РФ – умышленное убийство нескольких лиц, и части 4 пункту «в» статьи 162-й УК РФ – разбой. 8 июля 2005 года расследование было завершено, и уголовное дело было передано в суд. 22 сентября 2005 года Алтайский краевой суд признал Валерия Копытова виновным по всем инкриминируемым ему преступлениям, после чего назначил ему уголовное наказание в виде 25 лет лишения свободы. При вынесении приговора суд учёл тот факт, что Копытов оказывал активную помощь в процессе расследования преступлений и обнаружения останков людей, погибших от его рук, в связи с чем не стал назначать ему уголовное наказание в виде пожизненного лишения свободы. Сообщник Копытова Юрий Малыгин также был осуждён и получил в качестве уголовного наказания 11 лет лишения свободы в колонии строгого режима.